# 赤子岩
赤子岩（あかごいわ）は、赤ちゃん（赤子）の伝承を伴う岩のこと。日本各地に存在しており、願をかけると子宝や子供の夜泣きに霊験があるといった言い伝えが多いことが特徴である。

## 各地の赤子岩
長野県下伊那郡阿智村
長野県下伊那郡智里村（現・阿智村）小野川字切山に伝わる、直径約2メートルの岩。
かつて幼い子供を連れて旅をしていた女性が、急病に侵されてこの岩の上で命を落とした。1人残された子供に狼が襲いかかったところ、何と子供は立ち上がって両足に力を込めて狼に立ち向かい、狼は逃げ出してしまったという。
以来、この岩に願をかけると子供の夜泣きに霊験あらたかといわれている。
愛知県北設楽郡東栄町
愛知県北設楽郡東栄町足込に伝わる岩。
かつて幼い子供を連れた女性が殺され、残された子供の足跡が岩にくぼみとなって残った。子供を哀れんだ周囲の村人たちは、祠を建てて岩を祀ったという。
やはりこの岩も、子供の夜泣きに霊験があるといわれている。
広島県庄原市比和町
広島県庄原市比和町の文化財。全高4.2メートル、周囲6メートルほどの大きさだが、かつての大きさは三尺ほど（約90センチメートル）であったと伝えられており、「赤子」の名の通り、年々次第に成長を遂げて現在の大きさへ育ったとされる。
一説によれば、この岩に耳をつけると、岩の中から赤子の泣き声が聞こえてくるとも言われている。